# Philipp von Rathsamhausen
 (novembre 2023).
Philipp von Rathsamhausen (né entre 1240 et 1245, mort le 25 février 1322) est prince-évêque d'Eichstätt de 1306 à sa mort.

## Biographie
Philipp est issu d'une famille noble alsacienne mentionnée pour la première fois en 1127. Le siège de la famille est le château de Rathsamhausen.
Le père est probablement Philipp de Racenhusen, qui possède le château de Kintzheim au XIIIe siècle. Il est presque certain que son fils Philippe, le futur religieux, est né entre 1240 et 1245. En 1256, il participe à la translation des reliques de Willibald à Eichstätt. Il fait sa formation théologique jusqu'au doctorat entre 1260 et 1300 à l'université de Paris, où l'ordre cistercien a sa propre maison d'étude, le Collegium S. Bernardi. Philipp avait auparavant rejoint l'abbaye de Pairis peu après la translation et y retourne après ses études. Au plus tard en 1301, il devient abbé de ce monastère jusqu'en 1306,. Une ascension économique du monastère commence sous sa direction, ce qui permet d'ajouter une chapelle au chœur de l'église abbatiale et de construire une chapelle Saint-Antoine à Colmar.
En 1306, l'abbé, au nom du roi de Germanie Albert, part en voyage diplomatique à Lyon avec Jean de Dürbheim, l'évêque d'Eichstätt et chancelier du roi, pour rencontrer le pape Clément V. Il est alors nommé évêque d'Eichstätt par le pape successivement à Jean, qui est transféré à Strasbourg, et est appelé le 18 février 1306. Le 28 avril 1306, la régale est décernée à Schweinfurt, et en mai 1306, il arrive à Eichstätt. Le chapitre de la cathédrale d'Eichstätt s'est arrangé avec sa nomination, et Philip est reconnu par le roi Albert. Auprès de Henri VII, qui lui rend visite à Eichstätt avec sa femme Marguerite de Brabant en février 1310, Philipp joue un rôle important en tant que confident royal et conseiller en politique impériale et en tant qu'éducateur de son fils Jean, le roi mineur de Bohême. Il l'accompagne plusieurs fois lors de ses voyages en Europe. Il est impliqué dans les négociations préliminaires pour la nomination de Louis de Bavière et est personnellement présent lorsqu'il est élu roi à Sachsenhausen. Après les négociations électorales de 1314, Philippe se retire complètement de la politique impériale.
Philipp soutient autant le clergé séculier que le clergé régulier. En 1307, il tient un synode diocésain ; mais il traite si mal les griefs que plus de 50 prêtres quittent le synode. Il nomme Ulrich, prévôt de Spalt, au poste de vicaire général. Pour la première fois, le diocèse a un évêque auxiliaire, Henri. Le diocèse a 17 paroisses, en incluant les abbayes. Il consacre des églises (17 en 1308) et donne des instructions sur la prière et la liturgie. Il est lui-même considéré comme un maître prédicateur et représenté ainsi dans le pontifical de Gundekar II. Son amour de la rhétorique est également évident dans ses nombreux écrits religieux et théologiques, y compris les biographies des saints diocésains Willibald et Walburge. En 1309, il met les ossements de l'évêque Gundekar II dans une tombe en pierre encore présente aujourd'hui dans la chapelle Saint-Jean de la cathédrale. En 1316, il ouvre au public le tombeau de Deocar (de), abbé de Herrieden, permettant la vénération de ses reliques ; une partie va à Nuremberg, où en 1406 une chapelle est construite dans l'église Saint-Laurent afin de les recevoir.
En politique territoriale, il s'efforce de sécuriser l'héritage des Hirschberg (de) grâce à ses bonnes relations avec les rois allemands. En 1306, le roi Albert attribue en faveur de l'évêque plus de 50 villages ou domaines des vallées de l'Altmühl, de la Sulz et de l'Anlauter (de). Si nécessaire, l'évêque brise la résistance par la force. Lorsque Henri VII bannit le comte Conrad d'Oettingen en 1310, les villes Herrieden et Ornbau reviennent à l'évêché d'Eichstätt ; grâce à l'intervention de Louis de Bavière, l'autorité épiscopale s'applique à Herrieden après sa destruction en 1316. En 1311, Henri VII rend la ville de Greding à l'évêque. Tout au long de son épiscopat, Philipp tente de limiter la guerre de succession des Hirschberg, qui se poursuit même après l'héritage, avec peu de succès.
Le lourd fardeau de la dette du diocèse résultant de l'héritage des Hirschberg continue de croître grâce à de nouvelles dettes et promesses de dons, avec lesquelles Philipp finance ses conflits armés. Ses dettes envers les Juifs sont différées par une intervention impériale. En 1316, la situation financière et aussi spirituelle est si grave que l'évêque, sous la pression du chapitre, nomme le trésorier de la cathédrale d'Eichstätt, Marquard von Hagel, comme procurateur général. Celui-ci lui succède à sa mort et réglera toutes les dettes en 1324. Philipp est enterré dans le chœur Willibald de la cathédrale d'Eichstätt. Sa tombe a disparu.